# Cosmeta
|  | Per a altres significats, vegeu «Son Cosmet». |

Un cosmeta (en plural llatí cosmetae) era un tipus d'esclau romà encarregat de vestir i adornar les dames romanes. Encara que s'ha suposat que eren esclaves femelles, Juvenal refuta aquest punt de vista descrivint dones esclaves que no feien aquesta feina; Juvenal indica que hi havia un tipus de dona esclava que feia alguna vegada el mateix que els cosmetes i s'anomenaven cosmetries (cosmetriae). Per tant, generalment els cosmetes eren homes.